# Zarro-castanho

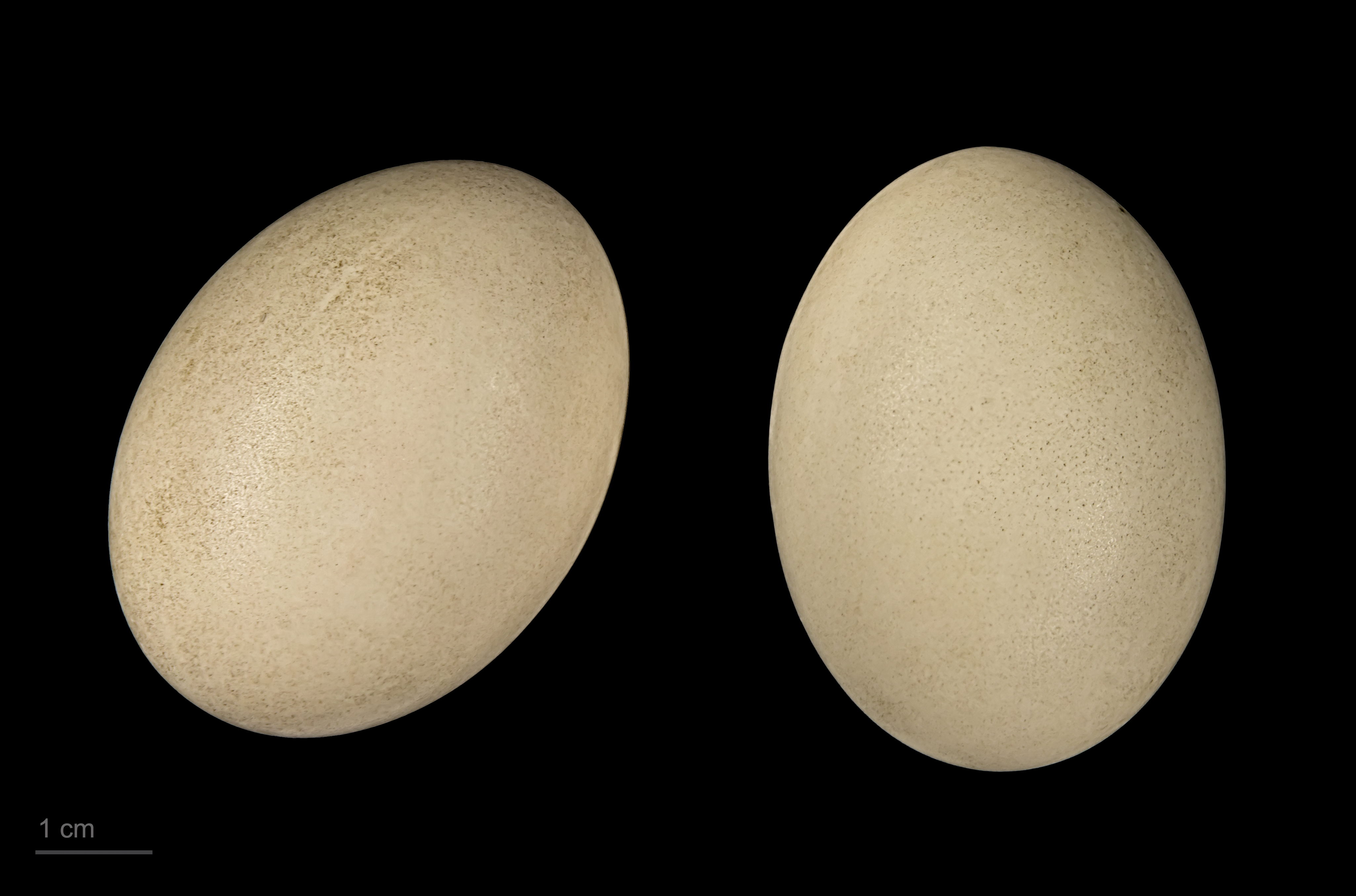
Aythya nyroca - MHNT

Zarro-castanho, perra (Aythya nyroca) ou zarro-pardo (Aythya nyroca) é uma ave pertencente à família Anatidae. Trata-se de um pato mergulhador, do grupo dos zarros. Caracteriza-se pela plumagem castanha, com as penas infracaudais brancas.
Esta espécie distribui-se sobretudo pelo leste da Europa. Em Portugal é raro, sendo observado anualmente em números muito reduzidos.